# Odeon (Zwolle)
Odeon is een theater in de stad Zwolle. Het wordt samen met De Spiegel geëxploiteerd door de stichting Zwolse Theaters. Beide gebouwen zijn eigendom van de gemeente Zwolle.

## Ontstaan
In het begin van de negentiende eeuw bestond de podiumkunst in Zwolle uit af en toe een muziekvoorstelling in een concertzaal aan de Bloemendalstraat; bij veel publieke belangstelling werd soms uitgeweken naar de Bethlehemkerk. Ook werden er tussen 1812 en 1814 voorstellingen georganiseerd in een loods bij de Diezerpoort.
In 1814 stond de gemeenteraad van Zwolle een gedeelte van het voormalige Jufferenconvent in de Praubstraat af aan een timmerman, die er een komediezaal bouwde en er twee voorstellingen per week, later ook concerten en andere 'vermakelijkheden' organiseerde. In 1820 kreeg het gebouw de naam 'Hof van Holland'. In 1835 werd het publiekelijk geveild; de nieuwe eigenaars verbouwden het tot hotel.
In de jaren 1837 tot en met 1839 werden in de Hof van Holland series voorstellingen en concerten georganiseerd. Behalve zangvoorstellingen waren er voornamelijk vaudevillevoorstellingen en komische stukken te zien.
In 1838 stond het pand weer te koop. De nieuwe eigenaars waren de president en secretaris van het bestuur van de latere Vereniging Odéon. Deze vereniging gaf 325 aandelen uit van ieder ƒ 200,- om daarmee de aankoop, verbouwing en inrichting van een geschikt lokaal voor het tonen van 'vermakelijkheden' te bekostigen. Nadat in het najaar van 1838 ook de 'infirmerie' (het militaire hospitaal) aan de Blijmarkt was aangekocht en de beide panden verbouwd waren tot één schouwburg en concertzaal met dienstwoning, kleedkamers, secreten en koffiekamer kon het gebouw op 9 december 1839 worden ingewijd. In aanwezigheid van 260 gasten werden in de concertzaal muziekstukken van Romberg en Haydn uitgevoerd. Nadat de gasten de rest van het gebouw hadden bezichtigd, volgde een diner van 140 couverts in de concertzaal. Op 30 december werd de schouwburgzaal ingewijd met de opvoering van de dramatische eenakter 'Le diable couleur de Rose' en de comedie 'Le mari de la veuve' van Alexandre Dumas. De avond werd besloten met een bal.
Door de jaren heen paste het theater zich steeds aan de wensen van de moderne tijd aan. Dit gebeurde zowel door veranderingen aan het pand - in 1868 was er bijvoorbeeld een grote verbouwing waarbij de schouwburgzaal de Bonbonnièrezaal werd zoals die is gehandhaafd - als door andere artiesten te laten optreden. En behalve voorstellingen van (landelijk bekende) artiesten, werden er ook tentoonstellingen en jaarvergaderingen, kiezersbijeenkomsten, amateuroptredens, diners en recepties gehouden.

## Overname door gemeente
Het verlieslijdende theater - tot dan in handen van de vereniging - werd in 1957 door de gemeente overgenomen. Men opperde het idee om een nieuw theater te bouwen, maar dit leek pas rendabel als Zwolle meer dan 70.000 inwoners zou hebben. Het pand onderging een grootscheepse verbouwing waarbij de witte gevel werd vervangen door een moderne, vrijwel gesloten gevel van gele baksteen en natuursteen. Het interieur werd gemoderniseerd en opgeknapt. De vereniging Odéon werd geliquideerd. De exploitatie van Odeon werd in handen gegeven van de gemeentelijke stichting Schouwburg Odeon.
In later jaren werden de Manege en de Aloysiusschool aan de schouwburg toegevoegd, er kwam daarmee ruimte voor een zijtoneel, werkplaats, kantine en kantoren.
Halverwege de jaren 80 heeft de gemeente het theater opnieuw verbouwd. Het toneel werd verbreed en de loges verdwenen. Ook de concertzaal (die op de plek van de eerdere tuin is gebouwd) werd verbouwd tot theaterzaal, de huidige Dommerholtzaal. De door velen verfoeide gevel verdween. De vroegere witte gevel werd weer enigszins hersteld, het bordes en het balkon met pilaren kwam echter niet weer terug.

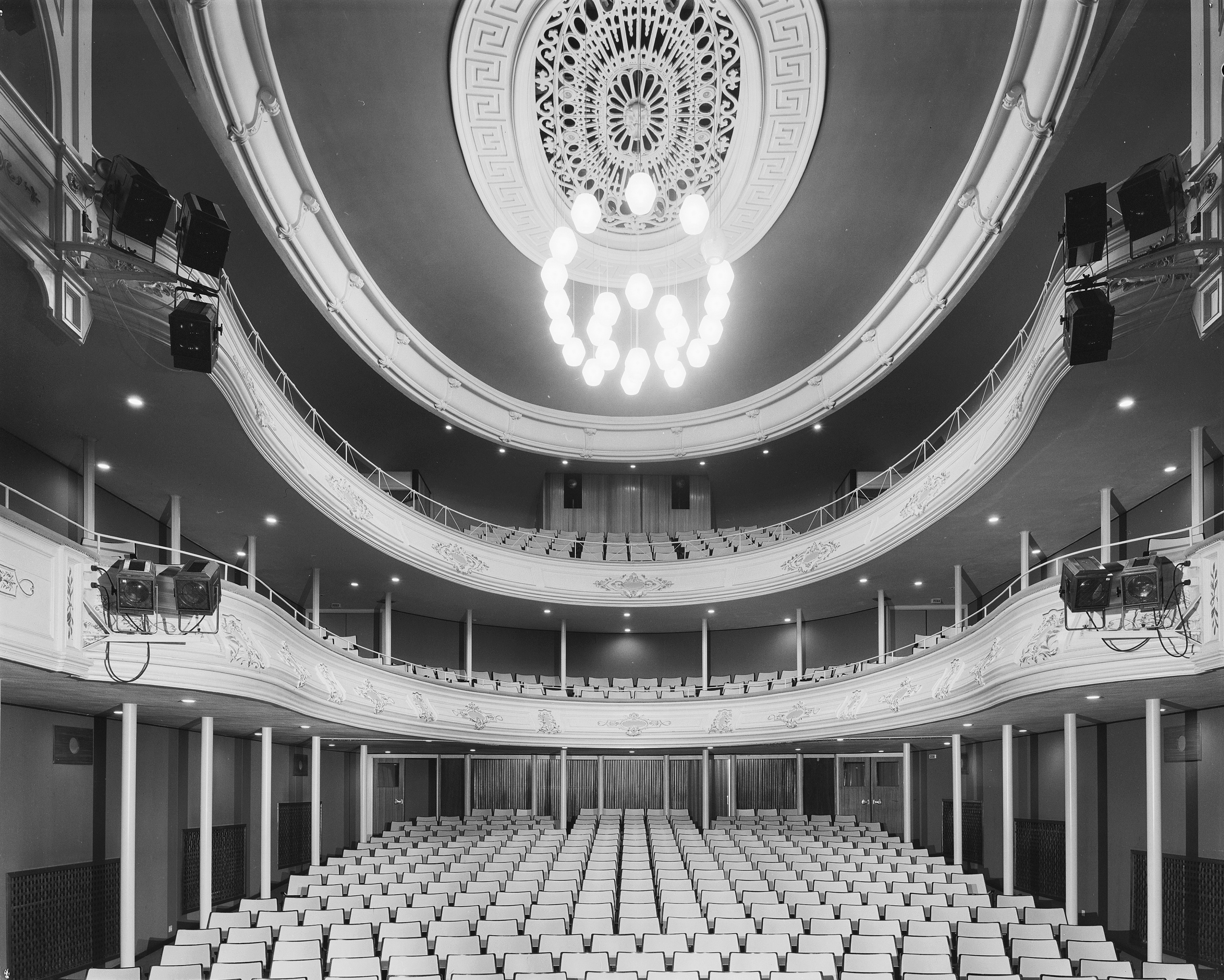
De bonbonnièrezaal in 1976

De Schouwburgzaal (hernoemd tot Hemminkzaal) bleef door de jaren heen, ondanks alle restauraties en verbouwingen, steeds authentiek. De zaal staat sinds 1979 op de Rijksmonumentenlijst en is een van zes bonbonnièrezalen in Nederland.
In 1998 werd Schouwburg Odeon geprivatiseerd. Hoewel de gemeente Zwolle de 70.000 inwoners al lang is gepasseerd, duurde het tot 2006 voor er een nieuwe theaterzaal kwam. De gemeente Zwolle gaf de architecten Greiner en Van Goor opdracht tot de bouw van een grote zaal waarin ook grotere musicals, opera's, balletten en symfonische muziek kunnen worden geprogrammeerd, iets wat in Odeon al jaren niet meer mogelijk was. In september 2006 is het nieuwe theater De Spiegel aan het Spinhuisplein geopend. De exploitatie kwam in handen van de stichting schouwburg Odeon, die nu Stichting Zwolse Theaters ging heten.
Eind 2006 is Odeon opnieuw verbouwd, voornamelijk als opknapbeurt en om in de Manegezaal het Filmtheater Fraterhuis te kunnen onderbrengen dat dringend een tweede zaal behoefde.